# Роковой молоток
«Роковой молоток» (англ. The Fatal Mallet, альтернативные названия — Hit Him Again / The Pile Driver / The Rival Suitors) — короткометражный немой фильм Мака Сеннета с участием Чарльза Чаплина. Премьера состоялась 1 июня 1914 года.

## Сюжет
Бродяга пытается отбить девушку у соперника. Однако пока они сражаются, появляется третий мужчина и начинает ухаживать за ней. Двое первых соперников временно объединяют усилия, чтобы справиться с врагом. В этом им помогает большой деревянный молоток. Всё заканчивается потасовкой, в которой каждый сам за себя.

## В ролях
- Чарли Чаплин — Бродяга
- Мэйбл Норманд — девушка
- Мак Сеннет — соперник Бродяги
- Мак Суэйн — другой поклонник
- Гордон Гриффит — мальчик